# Saturnus
Saturnus est un groupe de doom metal danois, originaire de Copenhague.

## Biographie
Le groupe est initialement formé en 1991 sous le nom d'Assesino. Il se rebaptise Saturnus en 1993 et sort son premier album, Paradise Belongs to You, en 1997, suivi de l'EP For the Loveless Lonely Night en 1998. Bien que sujets à de nombreux changements de formation, leur deuxième album Martyre est réalisé au printemps 1999, et est commercialisé début 2000.
En 2006 sort Veronika Decides to Die, inspiré du roman de Paulo Coelho du même nom. En décembre 2007, ils annoncent sur MySpace le départ de leur bassiste Lennart Jacobsen avec qui ils ont enregistré Veronika Decides to Die et tourné aux États-Unis, en Russie et en Europe.
Le groupe se met à travailler sur de nouvelles chansons en avril 2010. En décembre 2011, Saturnus signe au label Cyclone Empire pour la sortie d'un quatrième album durant printemps 2012. En octobre 2012, le groupe annonce les détails de son nouvel album paraître, Saturn in Ascension ; il sera publié le 30 novembre la même année via Cyclone Empire. L'album est produit par Flemming Rasmussen (Metallica, Morbid Angel, Blind Guardian) et la couverture est réalisée par Frode Sylthe de Friction.com (At the Gates, Napalm Death). Une chanson bonus, Limbs of Crystal Clear (une démo enregistrée en 1994 et remasterisée), est incluse dans les premiers exemplaires en édition digipack et double-vinyle limitée. En 2013, l'arrivée de Mika Filborne aux claviers est annoncée.
En juin 2015, Saturnus annonce les dates européennes de sa tournée Saturn over Europe pour septembre. Ils joueront avec les groupes de doom espagnol Autumnal (8-19 septembre) et Helevorn (18-27 septembre), et Swedes Ereb Altor (9-13 septembre). Le claviériste Mika Filborne quitte le groupe en novembre 2015. À la suite de divergences personnelles, le guitariste Gert Lund (2013-2016) quitte lui aussi Saturnus, en juin 2016.

## Membres

### Membres actuels
- Thomas Akim Grønbæk Jensen – chant (depuis 1991)
- Henrik Glass – batterie (2001–2003, depuis 2010)
- Rune Stiassny – guitare (depuis 2009)
- Brian Pomy Hansen - basse (1991-1999, depuis 2007)

### Anciens membres
- Kim Sindahl - guitare (1993)
- Christian Brenner - guitare (1993)
- Pouli Choir - batterie (1993)
- Mikkel Andersen - guitare (1993–1995)
- Jesper Saltoft - batterie (1993–1999)
- Anders Ro Nielsen - claviers (1993–2009)
- Jens Lee - guitare (1994–1995)
- Kim Larsen - guitare (1994–1999)
- Morten Skrubbeltrang - guitare (1997–1998)
- Peter Erecius Poulsen - guitare (1998–2009)
- Tais Pedersen - guitare (2000–2009)
- Peter Heede - basse (2000–2001)
- Morten Plenge - batterie (2000–2001)
- Lennart E. Jacobsen - basse (2001–2007)
- Nikolaj Borg - batterie (2004–2009)
- Michael Denner - guitare (2006) (session sur Descending)
- Mattias Svensson - guitare (2010–2012)
- Mika Filborne - claviers (2013–2015)
- Gert Lund – guitare (2013-2016)

## Discographie
- 1997 : Paradise Belongs to You
- 1998 : For the Loveless Lonely Night (EP)
- 2000 : Martyre
- 2006 : Veronika Decides to Die
- 2012 : Saturn In Ascension
- 2022 : The Lighthouse Session (EP)
- 2023 : The Storm Within